# Китайский гусь
Китайский гусь — распространённая высокопродуктивная гусиная порода китайского происхождения.

## История
Порода происходит от диких сухоносов (Anser cygnoides), одомашненных в Маньчжурии, северном Китае и Сибири. Китайские гуси были известны еще Дарвину. В XVIII веке из Китая или Японии попали в Европу. Порода широко распространена на территории России и часто использовалась при выведении многих отечественных пород и породных групп: кубанской, переяславской, холмогорской, горьковской.

## Экстерьер
По окраске есть две разновидности: белые и бурые. Оперение по цвету: белое, либо буровато-серое с включениями перьев белого и бурого цвета. У бурых гусей от основания клюва до туловища по голове и задней части шеи проходит тёмная полоса. Экстерьер: голова удлинённая и большая. Клюв средней длины, на лбу у основания клюва — большой шишкообразный нарост. У белых гусей шишка на клюве и лапы оранжевого цвета, у бурых — чёрного. У самцов шишка крупнее, чем у самок. Шея длинная, изогнутая, высоко приподнятая. Туловище яйцевидной формы, приподнятое спереди. Грудь округлая. Лапы средней длины. Глаза выпуклые, тёмные.

## Продуктивность
Одно из главных их достоинств породы — высокая плодовитость до 50—60 и более яиц в год. Яйца очень крупные — 140—160 г. Живая масса: самцов — 5—5,5 кг, самок — 4—4,5 кг. Яйценоскость: 50—100 яиц в год массой 130—170 г. Яйцекладка начинается в возрасте 9 месяцев. Выводимость молодняка 70—80 %. Инстинкт насиживания развит слабо. Птица отличается подвижностью и агрессивным характером. Мясо птиц отличается высоким качеством.